# ロミー・シュナイダー
ロミー・シュナイダー（Romy Schneider、1938年9月23日 - 1982年5月29日）は、オーストリア・ウィーン出身の女優。西ドイツ（当時）、フランスの映画界で活躍した。出演した映画の数は60本を超える。

## 来歴
祖母・両親共に俳優で、14歳の時に役者を志し、15歳の時に母親の出演作でデビュー。
映画『プリンセス・シシー』3部作（1955年 - 1957年）でお転婆なバイエルン王国公女、のちのオーストリア皇后シシーを演じてアイドル的な人気を得る。そして、「シシー（Sissi）」はそのまま彼女の愛称にもなった。
1958年の『恋ひとすじに』で共演した当時無名のアラン・ドロンと恋に落ち婚約。その後、ハリウッドに進出し、第21回ゴールデングローブ賞作品賞 (ドラマ部門)を受賞した『枢機卿』でゴールデングローブ賞 主演女優賞 (ドラマ部門)にノミネートされ、国際的に認められるようになった。また、ルキノ・ヴィスコンティ監督の『ボッカチオ'70』『ルートヴィヒ』やフランツ・カフカ原作／オーソン・ウェルズ監督の『審判』、マルグリット・デュラス原作／脚本の『夏の夜の10時30分』などにも出演し、高い評価を得た。しかし、アラン・ドロンとは1964年に別れる結果になってしまう。
その他にもウディ・アレン共演作品やクロード・ソーテ監督作品などで活躍するが、私生活においては2度の結婚も離婚に終わり、14歳の息子を事故で亡くすなど不幸が続き、自身も1982年に心不全で亡くなった。
ドイツで彼女の生涯を描いたTVムービー『Romy』（2009年放映）が、ロミー役にジェシカ・シュワルツ、他トーマス・クレッチマンらの出演で制作された。

### 生立ち

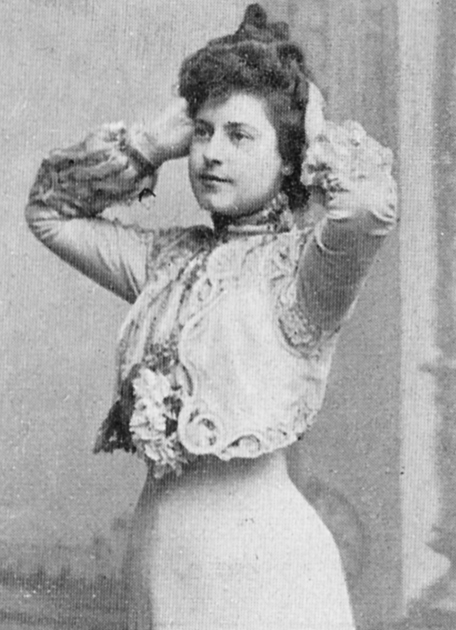
ロミーの祖母・ローザ・アルバッハ・レッティ (1874-1980) 1902年

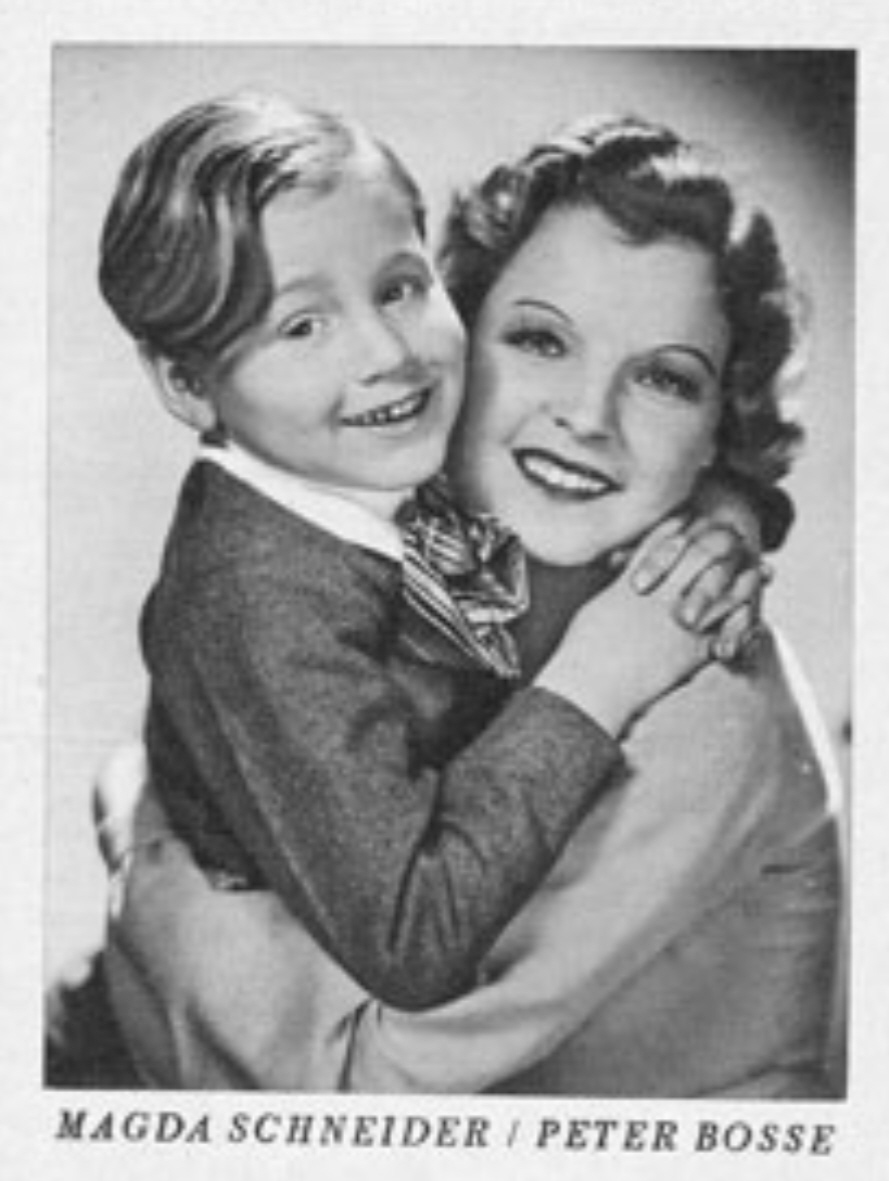
ロミーの母・マグダ・シュナイダー（右） 1937年

祖母・ローザ・アルバッハ・レッティはウィーンのブルク劇場で活躍した大女優であり、その息子で父・ヴォルフ・アルバッハ・レッティも舞台・映画で活躍した俳優であった。母・マグダ・シュナイダーはドイツ・バイエルン・アウクスブルクの出身。芸能には縁のない家庭の生まれであったが女優を志し、地方の舞台から1930年代に映画に進出、1932年の『恋愛三昧』（独・日本未公開）のヒットで映画女優としての名声を確立した。『恋愛三昧』はのちに娘ロミーとアラン・ドロンのコンビでリメイクされ、2人が恋に落ちるきっかけとなった。
　ヴォルフとマグダは1933年に映画で初共演後、9本のドイツ映画で共演し人気コンビとなる。共演作を重ねるごとに２人の仲も密になり、1937年に結婚。翌年ロミー（ローゼマリー）が、1941年に弟ヴォルフィ（のち医師となる）が生まれた。
ロミーはオーストリア国境に近いドイツ・バイエルンのベルヒテスガーデン近く・シェーナウの屋敷で、撮影や舞台で不在がちの両親に代わって母マグダの両親に育てられる。ヒトラーの山荘・ベルクホーフ、ケールシュタインハウスのすぐ近くであった。ロミー5歳の1943年に父ヴォルフに愛人ができ、両親は1945年に離婚するが、母マグダがナチス、ヒトラー寄りの姿勢をとっていたことも離婚理由の1つであったらしい。
地元の小学校を卒業後、オーストリア・ザルツブルク近くのカトリック系の女子寄宿学校に進む。お転婆で自立心が強くしばしば問題児扱いされた生徒だったようだが、自身の血筋を早くから意識していたらしく学校劇では才能を発揮、すでに将来の夢を女優に定めていた。絵が得意だったロミーは「お芝居の世界で成功しなかったら、装飾美術をやろう」と日記に記している。

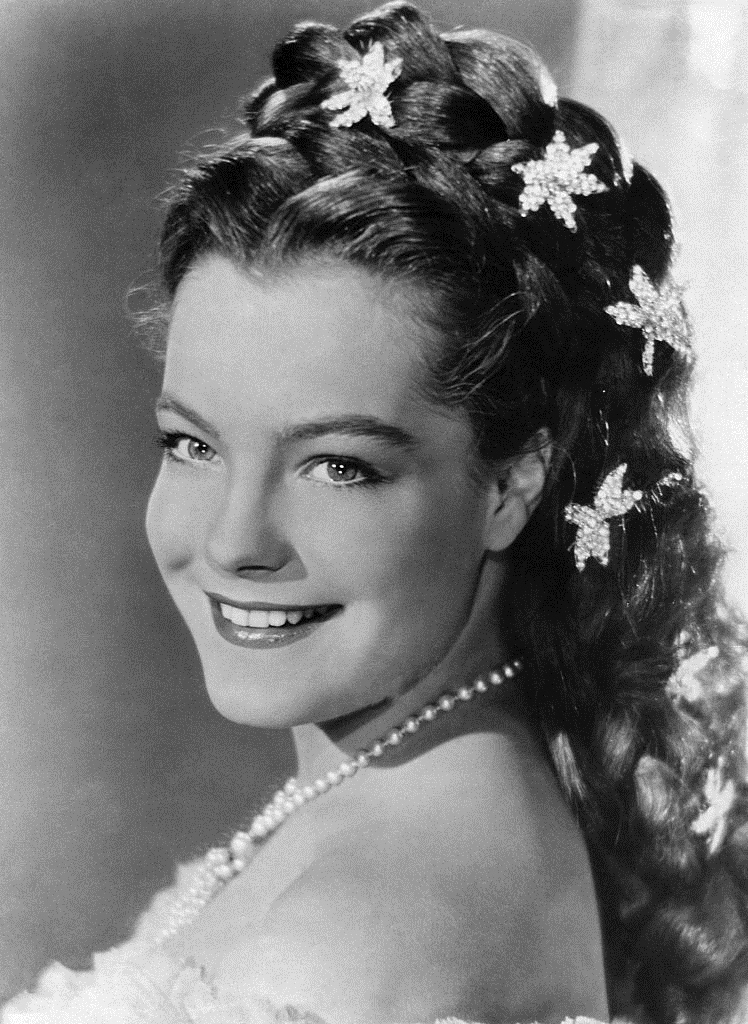
1954年「プリンセス・シシー」

### 『プリンセス・シシー』
1953年、14歳で寄宿学校を卒業。ほどなく母マグダ・シュナイダーの主演映画『再び白いライラックが咲いたら』に出演する話がもち上がり、カメラテストに合格、マグダの娘役でドイツ映画界にデビュー。このデビュー作のみ、ロミー・アルバッハ＝シュナイダーの名を使っている。（以下、「ドイツ」は当時の西ドイツ、「ベルリン」は西ベルリンのこと）
順調に役がつき、3作目の『女王さまはお若い』で主役のヴィクトリア女王役に抜擢される。翌1954年、同じエルンスト・マリシュカ監督でオーストリア皇后エリーザベトを演じたオーストリア映画『プリンセス・シシー』が大ヒット。全ヨーロッパで2500万人を動員し、ロミーは16歳にして一躍ヨーロッパ映画界のトップスターとなる。しかし、固定化された（ロミー曰く）「お粥みたいにくっついて離れない」“ロミー・シュナイダー＝シシー”のレッテルは生涯にわたってロミーを苦しめることになる。
これ以降、ロミーのドイツ、オーストリアでの出演作の役は大衆向け娯楽作の甘い無害な歴史ロマンスのヒロインや清純な乙女といったものばかりになり、女優としての成長を望むロミーはしだいに苛立ちを感じるようになる。しかしステージママ化した母マグダと継父の実業家ハンス・ヘルベルト・ブラッツハイム（莫大なロミーのギャラを自身の事業に投資していたが後に破産）は1956年『若き皇后シシー』、1957年『ある皇后の運命の歳月』とロミーをシシーの続編に出演させた。後に「『シシー・Ⅱ』の出演が決まったと聞かされたとき、目の前が真っ暗になった」とまでロミーは語っているが、嫌々演じたというのに、この2作も大ヒットしてしまう。
母と継父は『シシー・Ⅳ』への出演もロミーに強要しようとしたが、20歳のロミーは目の前にギャラとして100万マルク（現在の6億円くらい）を積まれても首を縦には振らなかった。
「私はシシーなんかじゃない。分かっていたのは私だけ。役として演じはしたけど、私は夢のようなお姫さまとは似ても似つかない人間だった」

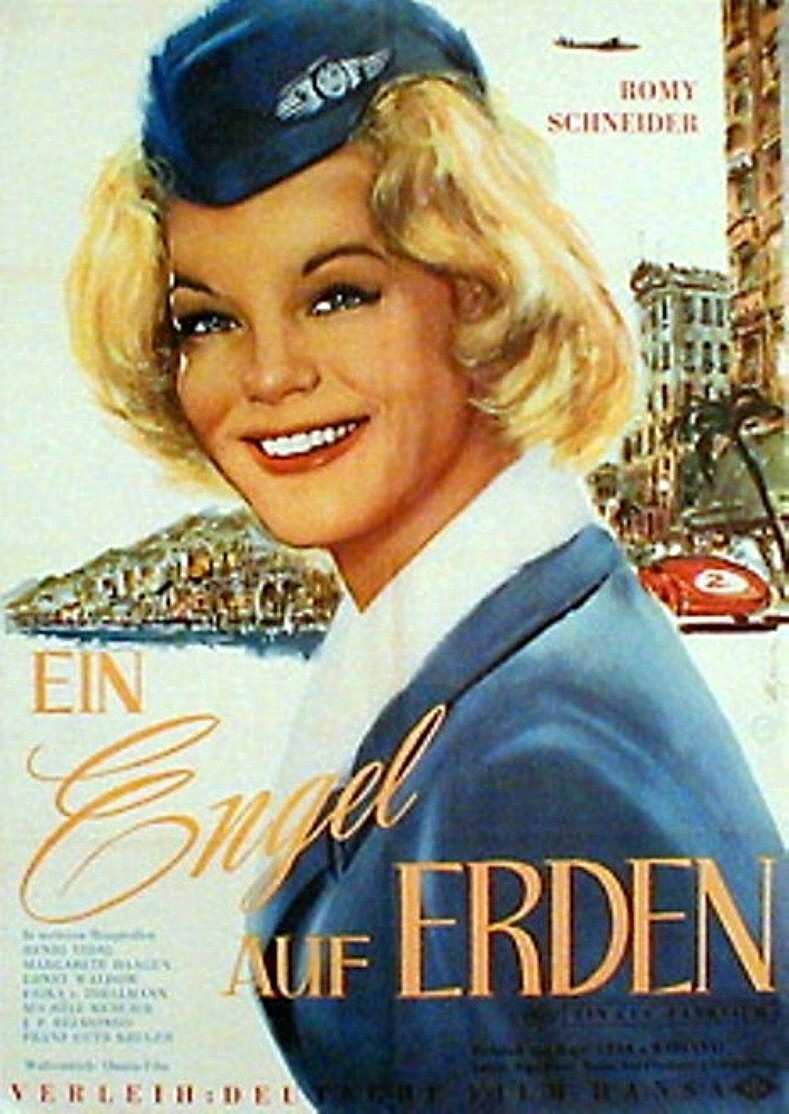
1959年独仏合作映画『Ein Engel auf Erden』（日本未公開）

### アラン・ドロンとの出会い フランスへ
1958年、母マグダの出世作『恋愛三昧』のリメイク『恋ひとすじに』（仏・伊合作）で無名のアラン・ドロンと共演。ロミーはフランス語が話せず、ドロンもドイツ語が分からなかったうえ、ロミーはドロンを悪趣味で気障な男だと感じ、ドロンはロミーを胸くそ悪いやつだと思い、初対面の2人のお互いの第一印象は極めて悪かった。しかしパリとウィーンで行われた撮影の間に2人の映画の中での恋は本物となる。ドロンはロミーの無垢・純粋さに、ロミーはドロンの無鉄砲さ・反逆精神に惹かれた。お互いの中に自分にないものを見出したのである。
「シシー」的な企画ばかりのドイツ映画界への幻滅と、何かと干渉しようとする母・継父への成長したロミーの反抗も重なり、翌1959年ロミーはパリのドロンのもとへ出奔、同棲する。体裁を気にしたロミーの母・継父との妥協策として59年3月、ロミーとドロンはスイス・ルガーノで婚約をマスコミに向け発表するが、ドイツと家族を捨て、清純な乙女・お姫さま女優というファンのイメージを裏切ったロミーは、これ以後ドイツのマスコミには裏切り者扱いされ、その確執は彼女の死まで解けることはなかった。
ドロンはルネ・クレマン監督『太陽がいっぱい』（1960年）で一躍脚光を浴び、スター街道を駆け上っていくが、ドイツでの人気が落ちたロミーは逆に仕事が減ってゆく。
1960年秋、『若者のすべて』(1960年）に主演したドロンがルキノ・ヴィスコンティ監督をロミーに引き合わせたことが転機となる。ヴィスコンティは自身が演出する舞台『あわれ彼女は娼婦』（ジョン・フォード作）への出演をロミーに依頼。まだ初歩のフランス語しか話せないロミーが、パリの大劇場で、しかも初舞台を踏むというのは無謀とも言えたが、ロミーは昼夜を徹してフランス語の猛特訓を受け、厳しいヴィスコンティの演出に耐えた。そして1961年3月からのテアトル・ド・パリでの舞台で、ロミーはドロンと愛し合う兄妹を演じる。舞台そのものは賛否両論であったが、ロミーの演技は高く評価され、ロミーは初めて女優としての充足感を得る。
続いて同じヴィスコンティ監督によるイタリア映画『ボッカチオ'70』（第3話「仕事中）に主演。夫と寝るごとに金を要求する妻、というセクシーな役で、ヌードシーンが話題となる。続くフランツ・カフカ原作『審判』（1962年）では監督も務めたオーソン・ウェルズと共演。ウェルズ演じる弁護士の看護婦兼秘書兼愛人のような女、というこちらもドイツ時代とは対照的な官能的な役を演じる。
『ボッカチオ'70』がアメリカでも好評で、コロンビア ピクチャーズ社と契約、カール・フォアマン監督『勝利者』（1963年）でハリウッドに進出。オットー・プレミンジャー監督『枢機卿』（1963年）ではゴールデングローブ賞 主演女優賞 (ドラマ部門)にノミネートされ、実父のヴォルフ・アルバッハ・レッティとも共演をはたしている。
しかし、婚約者のドロンとは忙しくなるにつれすれ違いが重なり、ロミーが『ちょっとご主人貸して』（1963年）をハリウッドで撮影中に破局。ドロンは1964年8月、ナタリー・ドロンと結婚する。続く『何かいいことないか子猫チャン』（1964年）も成功したとはいえず、ロミーはヨーロッパに戻った。

### 結婚と出産
1965年4月、継父が出資したベルリンの商業ビルの完成セレモニーに出席した際、ドイツの舞台演出家・俳優のハリー・マイエンと知り合い、恋愛関係となる。マイエンには舞台女優の妻がおり、マルグリット・デュラス原作／脚本の『夏の夜の10時30分』（1965年）で演じた愛欲と三角関係をロミーは現実にも生きていた。
ロミーが妊娠したため、1966年5月、マイエンの離婚が成立、2人は共演したテレンス・ヤング監督『トリプルクロス』（1966年）撮影中の1966年7月、南仏のサン＝ジャン＝カップ＝フェラで正式に結婚。ロミーは妊娠4ヶ月だった。
1966年12月、ベルリンで息子ダーヴィット・クリストファーを出産。彼こそがロミーの幸福のすべてとなる。以後しばらくロミーはベルリンで育児に専念する。のちマイエンの仕事の関係でハンブルクに転居。
ロミーがマイエンと結婚したのはドイツの舞台に立ちたいという願望も理由の１つであったが、ロミーと結婚後のマイエンはことごとく舞台演出の仕事に失敗する。ロミーが出演するはずの舞台プランも全て流れてしまい、他の演出家の元での舞台出演にはマイエンの私情で反対されることが重なると、しだいにロミーはマイエンに幻滅を感じるようになる。

### フランスのトップ女優へ
2年近く映画界から離れ、忘れられかけていたロミーに突破口を与えてくれたのは、かつての恋人アラン・ドロンだった。ドロンはジャック・ドレー監督『太陽が知っている』（1968年）の相手役にロミーを指名、。映画は撮影中に発生したマルコヴィッチ事件の話題性もあって、ロミーにとって久しぶりのヒット作となり、ロミーは劇的なカムバックを果たす。
翌1969年、『すぎ去りし日の…』ではじめてクロード・ソーテ監督とコンビを組む。この作品はかつての婚約者との共演やスキャンダルといった呼び物がないにもかかわらずヒットし、続くソーテ監督『マックスとリリー』（1970年 )では男たちを手玉に取る娼婦を演じてこの映画も成功、ロミーはフランスで70年代を体現する女優と目されるようになる。1972年、ジョセフ・ロージー監督の『暗殺者のメロディ』で再度ドロンと共演。　　
1972年、ヴィスコンティ監督が映画において、初めて史実に近いエリーザベトを描くことに成功した大作『ルートヴィヒ』でかつてそのイメージにつきまとわれ、トラウマともなった皇后エリーザベトを再び演じ、名匠ヴィスコンティが絶賛するほどの美しさと演技を見せた。
またこの年にはクロード・ソーテ監督の『夕なぎ』で、イヴ・モンタンと共演。2人の男の間でどちらを取るとも決められず、また決めるつもりもなく、男達のもとを去る強い女・ロザリーを演じて『ルートヴィヒ』と並ぶ生涯の代表作の1つとする。
しかし、フランスでのロミーの成功に反比例するかのように夫マイエンとの仲は冷却化する。マイエンは仕事がうまくいかない憤りやロミーの成功への嫉妬からアルコールと薬物(バルビツール酸系の催眠薬であり鎮痛剤のオプタリドン)に溺れるようになり、夫婦関係の苦悩からロミーもこの頃からオプタリドンを使用するようになる。1972年、ロミーとマイエンは遂に別居。ロミーは息子を連れてフランスに居を移した。
1973年、ピエール・グラニエ＝ドフェール監督『離愁』、フランシス・ジロー監督『地獄の貴婦人』に主演。『地獄の貴婦人』でのロミーは金のために躊躇なく人を殺し、その死体を硫酸で熔解し処分、自慰シーンまであるというドイツ・シシー時代のロミーからは考えられないような役で、しかもドイツ人役であることも加わり、故国ドイツからは「ずっとそっちに行ってろ!戻ってくるな!」といった内容の手紙がわんさかと寄せられた。
「私は女優である。シシーだって私とは何の共通する部分もなかった。私はシシーとは別人だったのと同様、この主人公とも別の人間である」

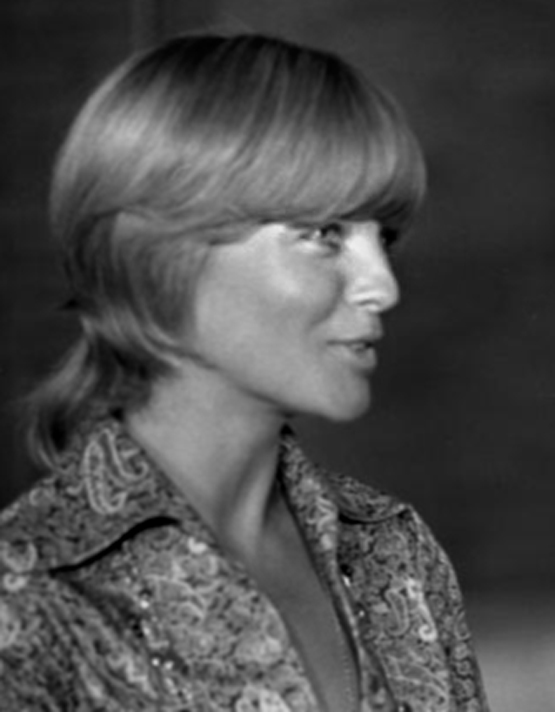
ロミー・シュナイダー 1971年

### 2度のセザール賞
1974年、アンジェイ・ズラウスキー監督『L'important c'est d'aimer』（日本未公開）で金のためにポルノまがいの映画に出ざるをえない落ちぶれた女優を演じる。演出についての意見の相違からくるズラウスキーとロミーの対立などから、撮影現場は荒れに荒れたが、この映画でロミーは第一回セザール賞主演女優賞を獲得、文字通りフランス映画界のトップ女優となる。
翌1975年の、ナチに凌辱されたうえ、火炎放射器で焼き殺される人妻を演じたロベール・アンリコ監督『追想』はフランス全土で336万人を動員し、ロミーの後半生では最大のヒット作となった。この1975年7月ロミーとマイエンは正式に離婚。息子ダーヴィットの親権はロミーが持った。そして74年夏頃から交際していた個人秘書のダニエル・ビアシーニと1975年12月にベルリンで再婚。マイエンはロミーより14歳年上だったが、ビアシーニは逆に11歳年下だった。再婚時ロミーは妊娠5ヶ月だったが、その年の大晦日に流産してしまう。
1976年、ピエール・グラニエ＝ドフェール監督の『限りなく愛に燃えて』でギリシャを舞台に革命家との愛を貫こうとする外交官夫人を演じた後、ハインリヒ・ベル原作『雪に咲いたバラ』(アレクサンドル・ペトロヴィッチ監督、日本ではTV放映のみ）に主演。ロミーのドイツ映画への出演は、アラン・ドロンとの出会いによりフランスへ移って以降の後半生では、事実上この1本のみである。映画の興行成績や批評は芳しくなかったが、ロミーは1977年のドイツ映画賞（ローラ賞）の最優秀女優賞を受賞した。これはドイツで受けた初めての、そして唯一の賞だった。
1977年『雪に咲いたバラ』の撮影後、再び妊娠していたロミーは南仏・ラマチュエルに家を購入、出産に備える。1977年7月、第二子サラ・マグダレーナを出産。
1978年、ロミー&クロード・ソーテ監督コンビの最後の作品となった『ありふれた愛のストーリー』でシングル・マザーとして出産を決意するヒロインを演じ、2度目のセザール賞主演女優賞に輝き、またイタリアではダヴィッド・ディ・ドナテッロ賞を受賞。ロミー・シュナイダーの女優人生の頂点であったが、以後この受賞によって責任を強く自覚しすぎてしまい、自分を追いつめてゆく結果にもなる。この年4月、前夫のハリー・マイエンが絶望と失意の中、アルコールと薬で身を持ち崩し自殺。この頃から次第にロミーの周囲にも暗い影が漂いはじめる。

### 崩落
1979年、フランスでのロミーの過去の納税義務が問題となったことを発端にフランス国税庁から莫大な額の追徴課税を受け、ロミーは事実上破産してしまう。若くしてスターになり、金銭には無頓着でいつも人任せにしていたロミーは大きなショックを受け、年齢を重ねることへの不安も重なり、動揺した彼女はしだいに自分自身や女としての自分の魅力にすら疑いを持ち始め、精神的にも肉体的にも不安定になり、アルコールと薬に手を出すようになる。同時に夫・ビアシーニとの間もギクシャクし始める。ビアシーニによれば「80年代の初め、明らかにロミーは変わってしまった」。
1980年、フランシス・ジロー監督『華麗なる女銀行家』の時にはすでに、撮影中の出番の合間はトレーラーに引きこもり、一部の気の許せるスタッフにしか会おうとしなかった。あるカットでクローズアップを何度も撮り直したとき、ロミーはこう言ったという。「ねぇ、はっきり言いなさいよ。このおばさん、まだきれい?」
皮肉にもこの映画は成功し、ロミーの魅力はまた高く評価された。
ロミーは仕事でも私生活でも自信喪失に悩まされ、「私が50歳になるころ、あなたはようやく39歳。私が60歳になるころ、あなたはようやく49歳。うまくいくと思える?」といった発言を繰り返すロミーに年下の夫のビアシーニは徐々に苦痛を感じるようになる。またオプタリドンの常用により自制心を失い、激しい不安の発作と被害妄想を繰り返すロミーにビアシーニは疲れはててゆく。
マルチェロ・マストロヤンニ共演の『Fantasma d'amore』（ディーノ・リージ監督 1980年）の撮影中、ロミーが現場アシスタントのロラン・ペタン（その後『TAXi』などの映画プロデューサーとして活躍、ペタンもロミーより10歳年下だった）を愛人としたことで、夫婦間の亀裂は決定的なものとなり、1981年3月、2人は離婚を決意、10月に正式に離婚する。
1981年5月、腫瘍のため、ロミーは右の腎臓を摘出する手術を受け、右腹には手術による25cmの傷跡が残る。
継父のビアシーニになついていた息子のダーヴィットは母の新しい愛人を拒絶し、母に反抗した。母の元を離れ、継父とその両親と暮らすようになり、苦渋と絶望が母ロミーの胸をさらに痛めつけることになった。
1981年7月5日、14歳のダーヴィットはたまたま留守だったビアシーニ両親宅の垣根を飛び越えたとき、足をすべらせ、鉄製の鋭い角棒に身を貫いて無残な事故死を遂げた。4時間に及んだ手術の後、医師が小声で伝える。「遺憾ながら…」。その瞬間、ロミーの叫びが病院の廊下に響き渡った。ビアシーニが回想する。「何という叫びだったろう。金属のようにカン高い、絶望の叫び。私がこれまでの全生涯で耳にした、最も痛ましい声だった」
数日後の葬儀はアラン・ドロンが手配した。何百通という悔やみ状が届いたが、その中にはフランス大統領・フランソワ・ミッテランのものも混じっていた。黒い大きなサングラスをかけ、実弟に抱きかかえられたロミーの映像が残っている。

### 『サン・スーシの女』
ロミーがナチに追われ夫と共に殺害される女性と現代の女性の2役を演じた遺作・『サン・スーシの女』（ジャック・ルーフィオ監督）の撮影はダーヴィットの死後3ヶ月の1981年10月にベルリンで開始された。何度もロミーの病気や息子の死で撮影開始が延期されたが、その企画の段階からロミーが関わり、自身が演じることにこだわった、楽しみにしていた役であった。
息子の死にうちのめされ、心身ともにボロボロの状態だったが、ロミーにとってはカメラの前に立ってしゃにむに働くことだけが、自分に納得のいく唯一の治療だった。劇中、ロミー演ずるエルザが引き取る少年・マックス役のウェンデリン・ウェルナーとの共演をロミーは不安に感じていた。死んだダーヴィットを思い出すからである。したがってロミーとウェルナー少年との間は始めよそよそしいものだったが、撮影が進むにつれ、少しずつ改善されていった。ウェルナーとのカットを全て撮り終えたころ、ロミーは少年を自宅に招き、亀のお守りをプレゼントした。マックスがヴァイオリンで『亡命の歌』を弾き、エルザに微笑みかけるクリスマス・ディナーのシーンでは、痩せやつれたロミーのために何度もドレスの寸法を直さねばならず、最初のテストの時から感情を昂ぶらせたロミーはすぐに泣き崩れてしまった。何度も同じことが繰り返され、苦心の末ようやくカメラに収めることができたという。撮影はパリ、ノルマンディと続き1981年12月末に終了した。撮影終了後、ロミーは娘のサラ、ロラン・ペタンと共にセーシェルに旅行する。帰国後の1982年3月、ロミーはパリから西へ40km、イヴリーヌ県の小さな村ボワシー＝サン＝ザヴォワールの古い田舎屋敷を購入し、新居改修完了までの仮住まいをパリ7区バルベ・ド・ジュイ通りのアパルトマンに据える。
4月14日の『サン・スーシの女』の封切りを控え、ロミーもプロモーションに参加、フランス国営テレビのインタビューにも答えている。
『サン・スーシの女』はパリ地区で51万人、フランス全土で196万人の観客を動員した。次に出演する映画は、アラン・ドロンと共演のサスペンス映画『L'un contre l'autre』（『対決』ピエール・グラニエ＝ドフェール監督）になる予定で、1982年6月1日から撮影が開始されるはずであった。

### 突然の死
1982年5月28日夜、ロミーはロラン・ペタン、およびペタンの知人夫妻と、モンパルナスで食事を共にした。バルベ・ド・ジュイ通り11番地のアパルトマンに歩いて帰宅後、ロミーは「手紙を書くから先に寝ていて」と翌5月29日1時半頃ペタンを先に寝かせた。その後、正確な時刻は不明だがペタンは目を覚まし、ロミーがそばにいないことに気づく。ロミーはリビングの肘掛椅子で眠っており、ペタンは起こさないよう苦労して、ベッドに運んだ。
朝7時半、虫の知らせで急に目が覚めたペタンはロミー・シュナイダーが死んでいることに気づく。ペタンはパニックになったが、救急車も心臓マッサージももう何の効果もなかった。寝室には空になったバルビツール催眠薬の容器、居間にはやはり空になったワインの瓶があった。検視の結果外傷はなく自然死と診断され、司法解剖は行われなかった。死因は心不全、死亡推定時刻は朝5時。
葬儀は6月2日、アラン・ドロンの手配でボワシー＝サン＝ザヴォワールの教会で行われ、親友のジャン＝クロード・ブリアリ、6回共演しているミシェル・ピコリ、ロマン・ポランスキーなどフランスの多くの映画人が参列したが、ドイツからの参列者は身内以外は殆どなかったという。遺体は故国ドイツに戻ることなく、ボワシー＝サン＝ザヴォワールの墓地に息子ダーヴィットと共に埋葬されている。墓碑には　ロミーの本名「ローゼマリー・アルバッハ」と生年・没年月日のみが記され、息子の死を信じたがらなかったロミーへの心づかいか、息子ダーヴィットには没年月日が記されていない。ドロン自身はマスコミの騒ぎを避けるため葬儀を欠席し、6月14日に墓前で別れを告げた。2017年には墓が暴かれる事件が起きている。
1984年、フランス映画界の将来有望な若手女優に贈られるロミー・シュナイダー賞が創設された。1999年、フランスの世論調査会社CSAの調査ではロミー・シュナイダーが「今世紀最高の女優」に選出される（2位がカトリーヌ・ドヌーヴ、3位がマリリン・モンロー、男優トップはジャン・ギャバン）。2001年、時のロシア大統領ウラジーミル・プーチンは英国BBCの取材で、好きな女優は誰かと訊かれ、ちょっと考えてからロミー・シュナイダーの名を挙げた。2009年春、フランスのネットプレス・「ネチズン」が実施した調査でも「史上最高の女優」に選出されたのはロミー・シュナイダーだった（2位以下は、シモーヌ・シニョレ、アニー・ジラルド、ミシェル・モルガン、エヴァ・ガードナー、イザベル・アジャーニ、メリル・ストリープ、オードリー・ヘプバーン、ジュリア・ロバーツ、キャサリン・ヘプバーンなど）。
成長したロミーの遺児サラ・ビアシーニは2004年に女優としてデビュー。2021年、母が亡くなったのと同じ４３歳のとき、アラン・ドロン、ミシェル・ピコリ、クロード・ソーテ監督らに取材したロミーを題材にした小説『La beaute' du ciel』（『空の美しさ』）を発表した。
2022年8月から東京・渋谷のBunkamuraル・シネマを皮切りに「没後40年　ロミー・シュナイダー映画祭」と題して特集上映が日本全国で開催される。

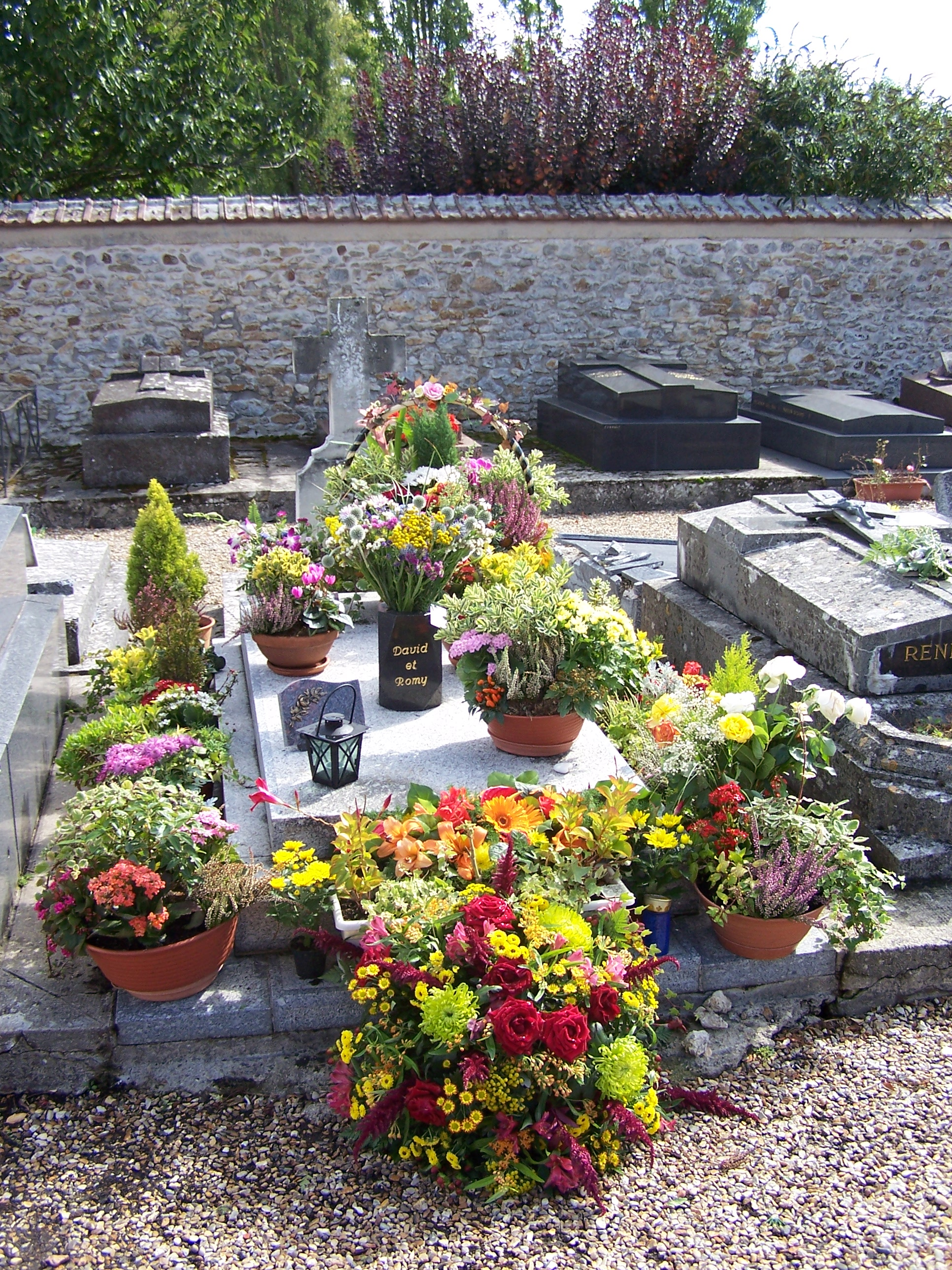
フランス　イヴリーヌ県ボワシー＝サン＝ザヴォワールのロミーと息子ダーヴィットの墓

## 人物
- かつてロミーはアラン・ドロンに「人生で何をしたらいいか分からない。みな映画のなかでやってしまった」と語った[217]。
- 母国語のドイツ語に加え、フランス語と英語が使えた。また、苦手だったがイタリア語で演技することもできた[218][219]。
- 極度のあがり症で[220][221]、特に新しい映画の撮影初日には、不安感から遅刻することが多く[222]、重要なシーンの前などでも緊張のあまり閉じこもって出てこないことがあった[223]。撮影中にワインやシャンパンを飲み不安を和らげようとすることも多かった[224][225]。
- 一時的にでも恋愛関係になった男性には、共演者では『モンプチ わたしの可愛い人』のホルスト・ブッフホルツ[226][227][228]、『ストライカー/愛と栄光のフィールド』のリチャード・ハリス[229][115]、『離愁』のジャン＝ルイ・トランティニャン[230]、『L'important c'est d'aimer』のジャック・デュトロン（英語版）[231][232]がいる。他にも俳優クルト・ユルゲンス[233][234]、ブルーノ・ガンツ[235][236]、指揮者のヘルベルト・フォン・カラヤン[233][50]、西ドイツ首相のヴィリー・ブラント[237][238]などとも噂があった。
- ミヒャエル・ユルクス（ドイツ語版）は自著で、ロミーは両性愛者であり、同性の愛人にマレーネ・ディートリヒ、ココ・シャネル、シモーヌ・シニョレなどを挙げているが[239]、元夫のダニエル・ビアシーニはこれを否定している[240]。
- 1971年、ドイツにおける刑法218条（妊娠中絶・堕胎を禁止する法律）に反対する嘆願書に署名し、中絶経験があることを公に認めた[241][242]。
- 演劇学校で学んだことがなく、現場叩き上げだったロミーは、「才能は、習得できるものではない。もし才能があるなら、細かい技術はおのずと身についてくる。舞台でどう動くかとか映画でいかに話すか、などということは」[243]という考え方を持っていたため、アクターズ・スタジオ系の俳優や、その構築的な演技手法とは終生そりが合わなかった[244]。
- パーティなどでしばしば同席したことのある岸恵子はロミーの印象について、「美しい眼をしていた。美しい眼と、静かな、感動的な表情をたたえる美しい顔をしていた。それに反して、躯全体の風情がガサツで重ったるかった。そこここのパーティや晩餐会で隣り合わせた彼女にも、たくましさや、芯の強さは感じても、たおやかな幽美さがあまりにもなさ過ぎた。でもアニー・ジラルドや、カトリーヌ・ドヌーヴにはない、生の女のコクのようなものがあった。」と自著に記している[245]。
- インタビューでは、好きな監督・映画人にオーソン・ウェルズを、尊敬する人にルキノ・ヴィスコンティを挙げている[177]。ロミーはヴィスコンティを「師匠」と呼び[132]、『ボッカチオ'70』のとき贈られたヴィスコンティの母の形見の指輪を常に指にはめ、大切にしていた[246][247][248]。

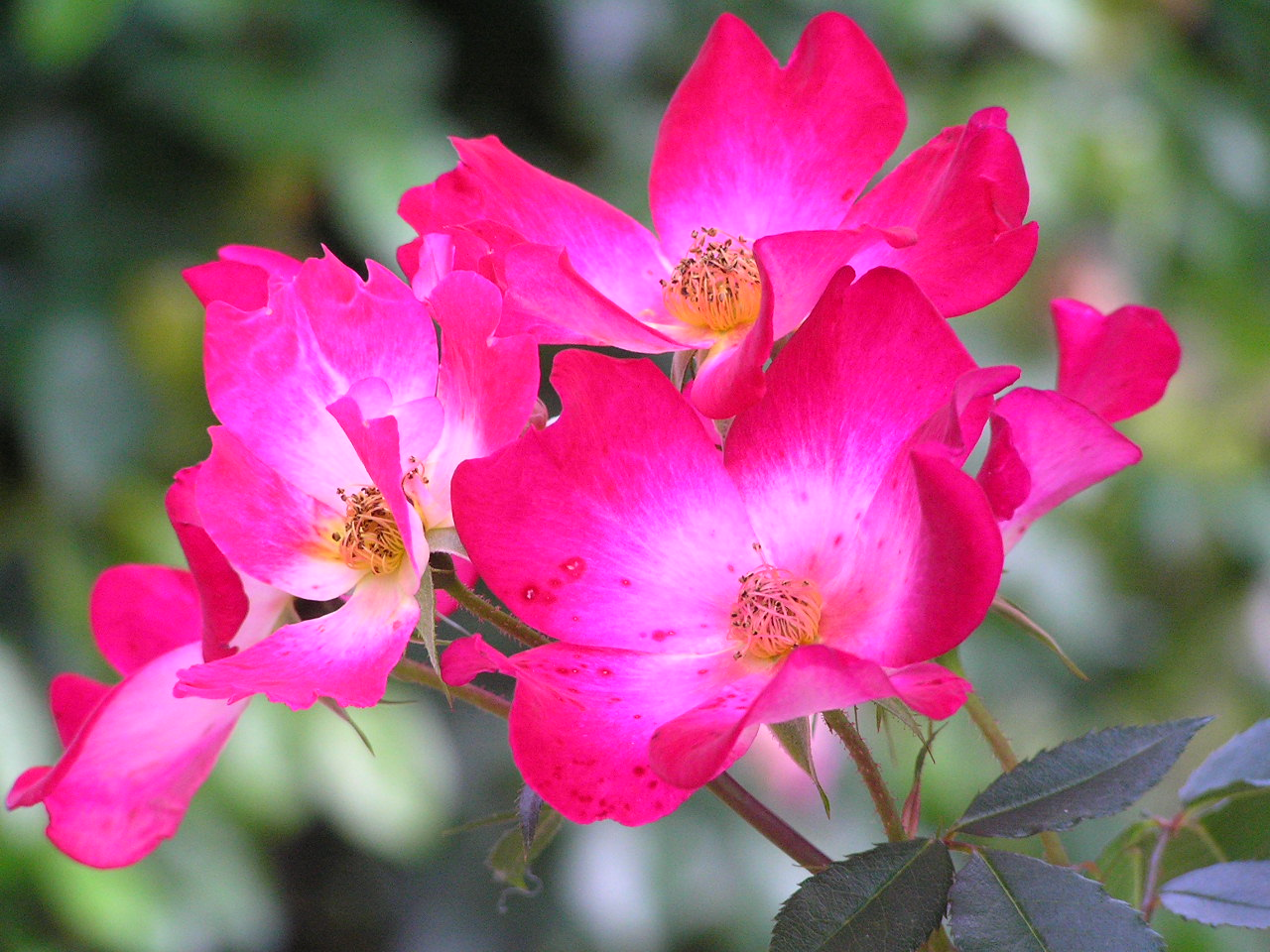
Cocktail コクテール（カクテル）一重咲きながら華麗さが人気のつるバラ。このバラは1982年にフランスのメイアンによって作出。同年に没した彼女に捧げられた。

- 身長161cmと小柄であった。

## 主な出演作品
| 公開年 | 邦題 原題                                                          | 役名                               | 備考 |
| ------ | ------------------------------------------------------------------ | ---------------------------------- | --- |
| 1953   | 再び白いライラックが咲いたら Wenn der weiße Flieder wieder blüht   | エフヒェン                         | デビュー作 |
| 1954   | 女王さまはお若い Mädchenjahre einer Königin                        | ヴィクトリア                       | |
| 1955   | プリンセス・シシー Sissi                                           | シシー                             | 2009年2月13日東宝よりDVD発売。タイトルは『エリザベート ロミー・シュナイダーのプリンセス・シシー』 |
| 1956   | 若き皇后シシー Sissi - Die junge Kaiserin                          | シシー                             | 2010年7月23日東宝よりDVD発売。タイトルは『エリザベート2 若き皇后』 |
| 1957   | モンプチ わたしの可愛い人 Monpti                                   | アンヌクレール                     | |
| 1957   | シシー ある皇后の運命の歳月 Sissi - Schicksalsjahre einer Kaiserin | シシー                             | 2010年7月23日東宝よりDVD発売。タイトルは『エリザベート3 運命の歳月』 |
| 1958   | 制服の処女 Mädchen in Uniform                                      | マヌエラ・フォン・マインハルディス | |
| 1958   | 恋ひとすじに Christine                                             | クリスティーネ                     | |
| 1958   | セクシーガール Die Halbzarte                                       | ニコル                             | |
| 1960   | 太陽がいっぱい Plein soleil                                        | フレディの連れ                     | カメオ出演 |
| 1962   | ボッカチオ'70 Boccaccio '70                                        | プペ                               | 第3話「仕事中」 |
| 1962   | 審判 The Trial                                                     | レニ                               | |
| 1963   | 勝利者 The Victors                                                 | レジーヌ                           | |
| 1963   | 枢機卿 The Cardinal                                                | アンネマリー                       | |
| 1964   | ちょっとご主人貸して Good Neighbor Sam                             | ジャネット                         | |
| 1965   | 何かいいことないか子猫チャン What's New, Pussycat                  | キャロル・ウェルナー               | |
| 1966   | 夏の夜の10時30分 10:30 P.M. Summer                                 | クレア                             | |
| 1966   | トリプルクロス Triple Cross                                        | 伯爵夫人                           | |
| 1968   | 地獄のかけひき Otley                                               | イモジェン                         | |
| 1968   | 太陽が知っている La Piscine                                        | マリアンヌ                         | |
| 1970   | 夜明けの舗道 My Son My Lover                                       | フランチェスカ                     | |
| 1970   | すぎ去りし日の… Les Choses de la vie                               | エレーヌ                           | |
| 1970   | どしゃ降り Qui?                                                    | マリナ                             | |
| 1971   | ストライカー/愛と栄光のフィールド Bloomfield                       | ニラ                               | 日本ではビデオ発売のみ |
| 1971   | マックスとリリー Max et les Ferrailleurs                           | リリー                             | 当初日本ではビデオ発売のみ。タイトルは「はめる/狙われた獲物」。2022年8月「没後40年 ロミー・シュナイダー映画祭」の一環として日本劇場初公開。 |
| 1972   | 夕なぎ César et Rosalie                                            | ロザリー                           | |
| 1972   | 暗殺者のメロディ The Assassination of Trotsky                      | ジタ・サミュエルズ                 | |
| 1972   | ルートヴィヒ Ludwig                                                | エリーザベト                       | |
| 1973   | 離愁 Le Train                                                      | アンナ                             | |
| 1974   | ロミー・シュナイダーの 情事 Un amour de pluie                      | エリザベート                       | 日本ではビデオ発売のみ |
| 1974   | 地獄の貴婦人 Le Trio infernal                                      | フィロメナ                         | |
| 1975   | 最も重要なものは愛 L'important c'est d'aimer                       | ナディーヌ                         | セザール賞 主演女優賞 受賞、2022年8月「没後40年 ロミー・シュナイダー映画祭」の一環として日本劇場初公開。 |
| 1975   | 追想 Le Vieux fusil                                                | クレール                           | |
| 1976   | 限りなく愛に燃えて Une femme à sa fenêtre                          | マルゴ・サントリーニ               | |
| 1977   | 雪に咲いたバラ Gruppenbild mit Dame                                | レニ                               | 日本ではTV放映のみ |
| 1978   | ありふれた愛のストーリー Une histoire simple                       | マリー                             | セザール賞 主演女優賞 受賞 |
| 1979   | 華麗なる相続人 Bloodline                                           | エレーヌ・ロフ＝マルタン           | |
| 1980   | 華麗なる女銀行家 La Banquière                                      | エンマ・エケール                   | |
| 1980   | * デス・ウォッチ La mort en direct（SFデス・ブロードキャスト）     | キャサリン                         | |
| 1981   | 勾留 Garde à vue                                                   | シャンタル                         | ソフト邦題が『レイプ殺人事件』『検察官』『検察官/レイプ殺人事件』等複数存在する。2022年9月「生誕80周年記念 クロード・ミレール映画祭」の一環として日本劇場初公開。                                                                                  |
| 1982   | サン・スーシの女 La Passante du Sans-Souci                         | エルザ/リナ                        | |
| 2009   | 地獄 L'Enfer d'Henri-Georges Clouzot                               |                                    | 1964年に制作が始まるも未完に終わったアンリ・ジョルジュ・クルーゾー監督作の残されたフィルムと関係者の証言で構成されたドキュメンタリー。2009年のカンヌ映画祭で公開され、2022年8月「没後40年 ロミー・シュナイダー映画祭」の一環として日本劇場初公開。 |